# Epocilla mauriciana
Epocilla mauriciana är en spindelart som beskrevs av Simon 1901. Epocilla mauriciana ingår i släktet Epocilla och familjen hoppspindlar. Inga underarter finns listade i Catalogue of Life.